# Comté de Gunnedah

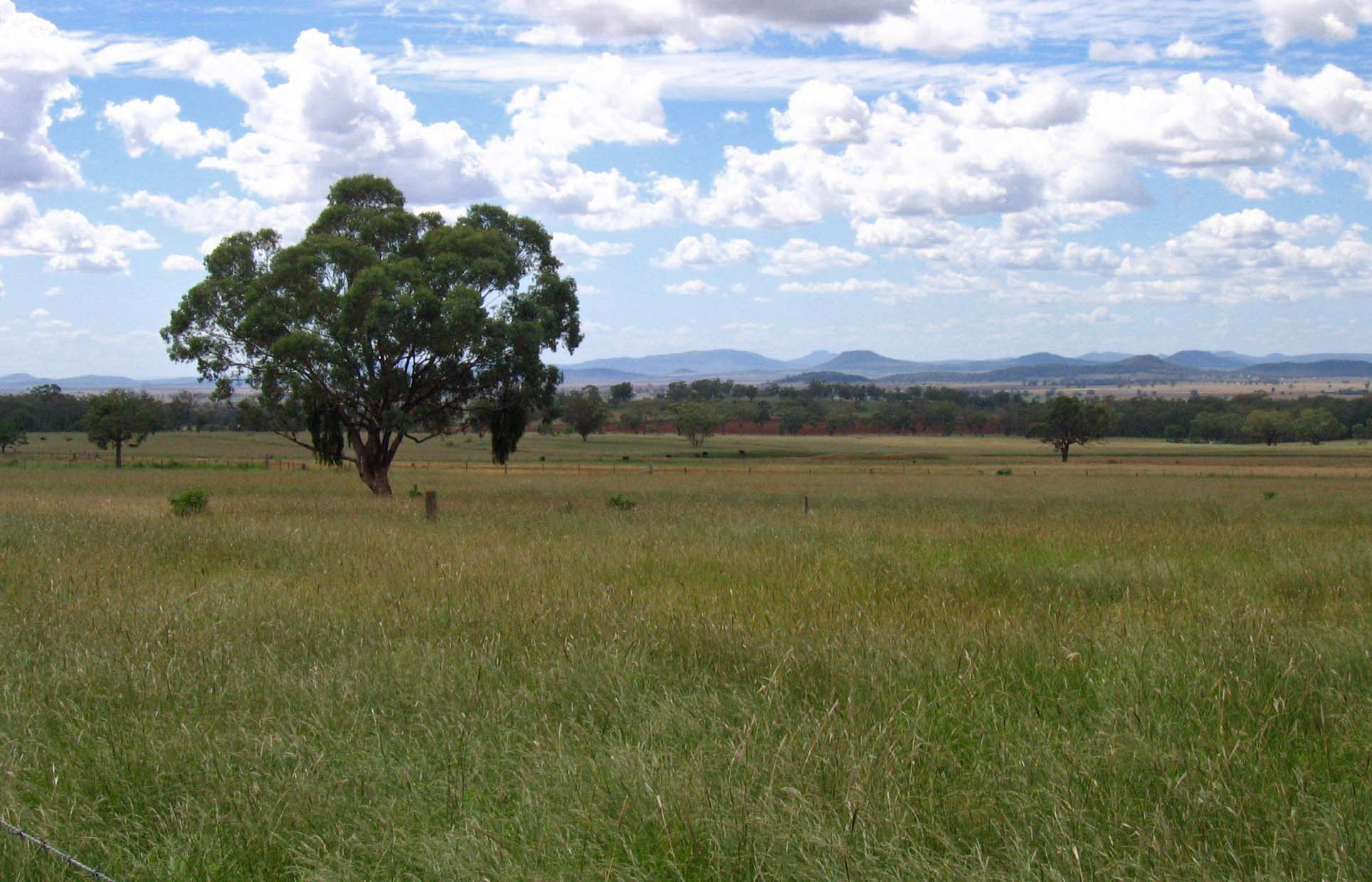
Paysage du comté de Gunnedah.

Le comté de Gunnedah (en anglais : Gunnedah Shire) est une zone d'administration locale située dans l'État de Nouvelle-Galles du Sud en Australie.

## Géographie
Le comté s'étend sur 4 994 km2 dans la région des North West Slopes dans l'est de la Nouvelle-Galles du Sud. Occupant les plaines de Liverpool et la vallée de la Namoi, c'est une région plate de 250 m d'altitude moyenne avec par endroits des collines atteignant les 500 m.
Le climat est chaud en été, doux en hiver et sec quoique de violents orages sur les sources de la Namoi peuvent occasionnellement couper les routes et isoler le comté pendant un court intervalle de temps du reste du monde.
Le comté a une faune riche en kangourous, échidnés et koalas. On trouve souvent des koalas dans les arbres des villes ou dans la campagne environnante et les syndicats d'initiative locaux mettent des balises pour aider les touristes.
Le comté est traversé par les routes Oxley et Kamilaroi.
Le comté comprend la ville de Gunnedah, ainsi que les localités de Breeza, Carroll, Curlewis, Emerald Hill, Kelvin, Mullaley et Tambar Springs.

## Histoire
Le comté est créé le 1er janvier 1980 par la fusion de la municipalité de Gunnedah et de l'ancien comté de Liverpool Plains.

## Démographie
| 2001   | 2006   | 2011   | 2016   | 2021   |
| ------ | ------ | ------ | ------ | ------ |
| 11 976 | 11 525 | 12 066 | 12 215 | 12 229 |

## Politique et administration

### Administration locale
Le conseil comprend neuf membres élus pour quatre ans, qui à leur tour élisent le maire pour deux ans. À la suite des élections du 4 décembre 2021, le conseil est formé d'indépendants. Les dernières élections ont eu lieu le 14 septembre 2024.

### Liste des maires
| Période                                  | Période        | Identité       | Étiquette    | Qualité |
| ---------------------------------------- | -------------- | -------------- | ------------ | ------- |
| Les données manquantes sont à compléter. |                |                |              |         |
| 1999                                     | septembre 2008 | Gae Swain      | Indépendante |         |
| septembre 2008                           | septembre 2012 | Adam Marshall  | Indépendant  |         |
| septembre 2012                           | septembre 2016 | Owen Hasler    | Indépendant  |         |
| septembre 2016                           | octobre 2024   | Jamie Chaffey  | Indépendant  |         |
| 16 octobre 2024                          | en fonction    | Colleen Fuller | Indépendante |         |

### Circonscriptions électorales
La zone est rattachée à la circonscription de Parkes pour les élections fédérales et à celle de Tamworth pour les élections à l'Assemblée législative de Nouvelle-Galles du Sud.